# Skolverket
Skolverket (auch: Nationale Agentur für Bildung) ist die schwedische Behörde für Schule und Erwachsenenbildung. Sie wurde 1991 gegründet.
Die Gründung erfolgte im Zusammenhang mit dem Wechsel der Verantwortung für das schwedische Schulsystem: Die staatliche Kontrolle wurde ersetzt durch ein ziel-orientiertes System mit bedeutenden lokalen Verantwortlichkeiten. Den Gemeinden wurde die Verantwortung für die Schulorganisation, das Personal und die Ressourcen übertragen.
Am 1. März 2003 wurde das Zentralamt durch Ausgliederung der Behörde für Schulentwicklung (schwed. Myndigheten för skolutveckling) geteilt. Die neue Behörde sollte das Skolverket bei der Weiterentwicklung der verschiedenen Schulsysteme, z. B. Vorschule, allg. Schule sowie Erwachsenenbildung, unterstützen. 2008 wurden die beiden Behörden wieder zusammengelegt.